# Lompolojärvi (Gällivare socken, Lappland, 741934-173067)
Lompolojärvi är en av fyra insjöar i Gällivare kommun i Lappland som heter Lompolojärvi. Den ingår i Råneälvens huvudavrinningsområde. Sjön har en area på 0,138 kvadratkilometer och ligger 339,5 meter över havet. Lompolojärvi ligger i Råneälven Natura 2000-område. Sjön avvattnas av vattendraget Nattajoki.

## Delavrinningsområde
Lompolojärvi ingår i det delavrinningsområde (741799-173287) som SMHI kallar för Ovan Ruokojoki. Medelhöjden är 356 meter över havet och ytan är 18,02 kvadratkilometer. Räknas de 6 avrinningsområdena uppströms in blir den ackumulerade arean 77,67 kvadratkilometer. Nattajoki som avvattnar avrinningsområdet har biflödesordning 3, vilket innebär att vattnet flödar genom totalt 3 vattendrag innan det når havet efter 166 kilometer. Avrinningsområdet består mestadels av skog (56 procent) och sankmarker (37 procent). Avrinningsområdet har 0,33 kvadratkilometer vattenytor vilket ger det en sjöprocent på 1,8 procent.